# Phoxomeloides bella
Phoxomeloides bella är en skalbaggsart som beskrevs av Ernst Gustav Kraatz 1898. Phoxomeloides bella ingår i släktet Phoxomeloides och familjen Cetoniidae. Inga underarter finns listade i Catalogue of Life.